# A Thwarted Vengeance
A Thwarted Vengeance è un cortometraggio muto del 1911 scritto, prodotto, interpretato e diretto da Gilbert M. 'Broncho Billy' Anderson.
Il film si svolge nel continente americano.

## Produzione
Il film fu prodotto dalla Essanay Film Manufacturing Company. Venne girato a Redlands, in California.

## Distribuzione
Distribuito dalla General Film Company, il film - un cortometraggio in una bobina - uscì nelle sale cinematografiche USA il 25 marzo 1911.
Riscosse un discreto successo tra il pubblico.